# Ptychadena tellinii
Ptychadena tellinii là một loài ếch trong họ Ptychadenidae.
Nó được tìm thấy ở Burkina Faso, Cameroon, Cộng hòa Trung Phi, Cộng hòa Dân chủ Congo, Bờ Biển Ngà, Eritrea, Ethiopia, Ghana, Mali, Nigeria, Sierra Leone và Togo, có thể có ở Bénin, Tchad, Guinée, Liberia và Sudan.
Các môi trường sống tự nhiên của chúng là các khu rừng ẩm ướt đất thấp nhiệt đới hoặc cận nhiệt đới, xavan khô, xavan ẩm, vùng đất có cây bụi nhiệt đới hoặc cận nhiệt đới, vùng cây bụi ẩm khu vực nhiệt đới hoặc cận nhiệt đới, đồng cỏ khô nhiệt đới hoặc cận nhiệt đới vùng đất thấp, sông, đầm nước ngọt có nước theo mùa, đất canh tác, vườn nông thôn, và ao. Loài này đang bị đe dọa do mất môi trường sống.